# Thibaudia gunnarii
Thibaudia gunnarii är en ljungväxtart som beskrevs av J.L. Luteyn. Thibaudia gunnarii ingår i släktet Thibaudia och familjen ljungväxter. Inga underarter finns listade i Catalogue of Life.